# Ramalina celastri
Ramalina celastri är en lavart som först beskrevs av Kurt Sprengel, och fick sitt nu gällande namn av Krog & Swinscow. Ramalina celastri ingår i släktet Ramalina och familjen Ramalinaceae.   Inga underarter finns listade i Catalogue of Life.